# Резолюция 226 на Съвета за сигурност на ООН
Резолюция 226 на Съвета за сигурност на ООН е приета единодушно на 14 октомври 1967 г. по повод кризата в Демократична република Конго.
До приемането на резолюцията се стига след жалба от страна на Демократична република Конго срещу Португалия, която е обвинена, че използва териториите си в Ангола като оперативна база за набирани в Европа чуждестранни наемници, които се използват за намеса във вътрешните дела на Демократична република Конго. Като взема предвид изявленията по въпроса, направени от представителите на Демократична република Конго и на Португалия, поканени да присъстват на заседанието без право на глас, Съветът за сигурност приема Резолюция 226, която призовава португалското правителство да не позволява чуждестранни наемници да използват територията на Ангола като оперативна база за намеса във вътрешните дела на Демократична република Конго. Освен това Резолюцията призовава всички държави да се въздържат от намеса във вътрешните работи на Демократична република Конго.